# أكاديمية موسكو للرسم والنحت والعمارة

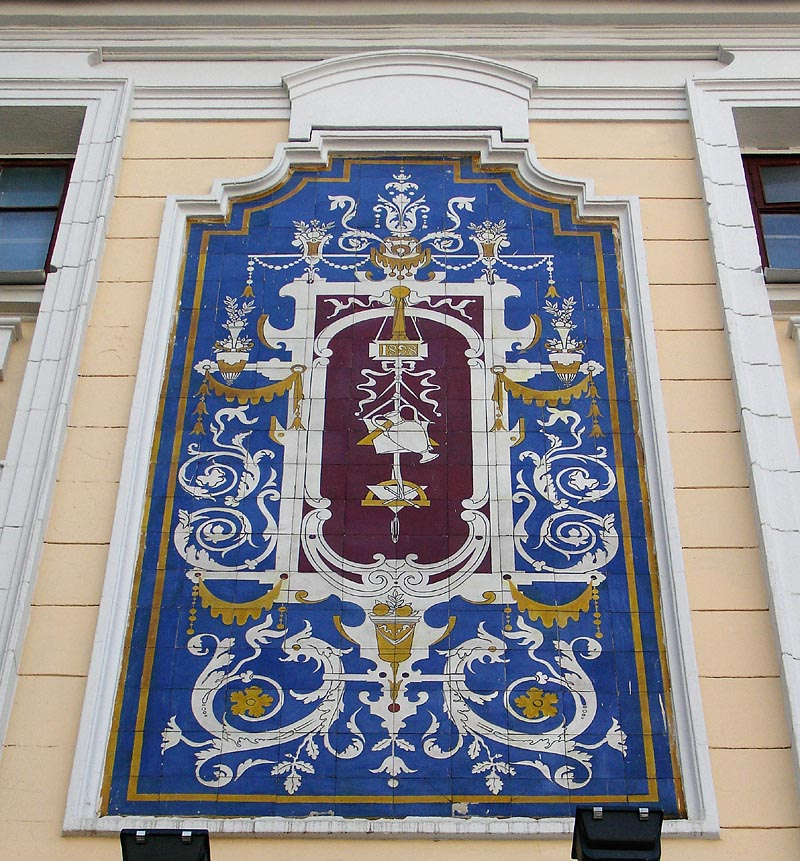
عمل فني على واجهة من البلاط لمبنى المدرسة في موسكو (حاليا: معهد موسكو للعمارة).

مدرسة موسكو للرسم والنحت والعمارة (بالروسية: Московское училище живописи, ваяния и зодчества ويُرمز لها اختصارا MUZHVS) مدرسة فنية ومعمارية لاحقا، أسسها الفنان الروسي كونستانتين ماكوفسكي في عام 1832. وهي من أهم الحركات الفنية التي هيّئت لظهور العمارة البنائية في روسيا بعد الثورة البلشفية عام 1917. وقد تم دمج هذه المدرسة مع مدرسة ستروغانوف للفنون الصناعية ليتشكل منهما مدرسة الورش الحكومية للفن والتقانة (VHUTEMAS) .